# Flugplatz Lüsse

i7
i11
i13
Der Flugplatz Lüsse (ICAO-Code: EDOJ) ist ein Sonderlandeplatz im Landkreis Potsdam-Mittelmark, etwa 6 km östlich der Kreisstadt Bad Belzig. Er ist für Segelflugzeuge, Motorsegler und Motorflugzeuge mit einem Höchstabfluggewicht von bis zu zwei Tonnen zugelassen. Der Platz wird von der Flugplatzgemeinschaft Lüsse betrieben. Die Gemeinschaft besteht aus dem Flugsportclub Charlottenburg e. V. und dem Märkischen Flugsportverein Lüsse e. V.

## Geschichte und Thermik

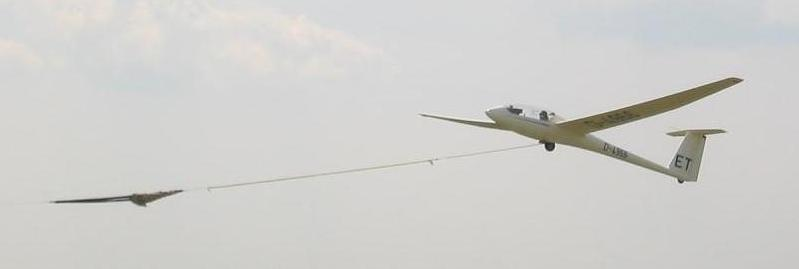
Startendes Segelflugzeug

Der Platz nahm nach der Deutschen Wiedervereinigung einen enormen Aufschwung. Nach europäischer (2000) und deutscher Meisterschaft (2005) ging hier im Jahr 2008 die Elite des Segelflugs zur Weltmeisterschaft an den Start. Ausrichter der Meisterschaften ist der Flugsportclub Charlottenburg Berlin e. V. (FCC Berlin e. V.), der den Ausbau des Flugplatzes vorangetrieben hat und das Segelflug-Leistungszentrum Lüsse (Segelflugausbildung, Leistungssegelflug, Segelflugwettbewerbe) unterhält. Auf der Suche nach einem geeigneten Gelände entdeckte der FCC Berlin den 1964/1965 angelegten drei Kilometer langen Reserveflugplatz der sowjetischen Luftstreitkräfte nach der Wende auf einer englischen Fliegerkarte und machte ihn zu seinem Hausflugplatz. 1991 wurde zudem der Märkische Flugsportverein Lüsse e. V. (MFL) mit Sitz in Lüsse gegründet. Nach dem Aufbau und Ausbau fand die feierliche Wiederbelebung des Platzes unter Zustimmung aller Behörden mit dem ersten Start am 25. April 1992 statt.
Die besonders günstige Thermik des Fläming beschrieb der Segelflieger Dirk Ginzel bei den deutschen Meisterschaften 2005; Kerstin Henseke gibt seine Aussage wie folgt wieder: „[…] schwärmt der Westfale von den unvergleichlichen Thermikbedingungen des Wärme speichernden märkischen Sandes. Über der glazial geprägten Landschaft seien 30 bis 40 Prozent längere Strecken möglich als im Westen. Außerdem gebe es hier große zusammenhängende Ackerflächen. Wie geschaffen für Außenlandungen, falls die Thermik doch ausbleibt, […]“. Die mächtigen Schmelzwassersande des benachbarten tafelflachen Glogau-Baruther Urstromtals wirken als riesige Wärmespeicher und das unberührte Naturschutzgebiet Belziger Landschaftswiesen in der Talung ist ideal für außerplanmäßige Landungen. Nach anfänglichen Irritationen haben sich Anwohner und Naturschützer mit den Fliegern angefreundet. Laut Website des FCC Berlin hat sich eine hervorragende Zusammenarbeit der Segelflieger mit der Naturschutzstation der Landschaftswiesen herausgebildet.
Der Flugplatz steht in einer großen fliegerischen Tradition der Region, denn nur 20 Kilometer nordöstlich in der Zauche-Stadt Borkheide hatte der erste deutsche Motorflieger Hans Grade 1910 eine Flugzeugfabrik und die erste deutsche Flugschule gegründet. Das Borkheider Hans-Grade-Museum erinnert an den Flugpionier.

## Segelflug-Weltmeisterschaft 2008
Im August 2008 fand auf dem Segelflugplatz Lüsse die Segelflugweltmeisterschaft der FAI-Klassen 15 m-, 18 m- sowie in der Offenen Klasse statt. Lüsse hat bereits durch viele Deutsche Meisterschaften sowie 2000 durch die Europameisterschaft bewiesen, dass sowohl der Flugplatz als auch die Thermische Gegend um den Fläming, die Dübener Heide und Umgebung sehr gut für Internationale Segelflugmeisterschaften geeignet sind und alle Beteiligten die Atmosphäre Lüsses sehr zu schätzen wissen. Beeindruckend ist, dass die hohe Professionalität hauptsächlich durch Ehrenamtliche mit Hilfe einiger Sponsoren erreicht wird. So konnte Lüsse für die WM 2008 die Lufthansa als Partner gewinnen.

## Zwischenfälle
- Am 13. Juni 1999 löste sich bei einem Segelflugzeug des Typs Schempp-Hirth Nimbus-4DM während eines Eigenstarts in circa zwei Metern Höhe das Höhenruder, das Flugzeug geriet in eine unkontrollierte Fluglage und schlug auf dem Boden auf. Der Pilot und ein Passagier wurden dabei schwer verletzt.[5]

- Am 29. Juli 2002 startete ein Motorsegler vom Typ Schempp-Hirth Ventus C im Windenstart. In einer Höhe von circa dreißig Metern erfolgte ein Strömungsabriss aufgrund zu steiler Steigfluglage und das Flugzeug kippte über die linke Tragfläche ab. Es prallte mit großer Längsneigung auf den Boden auf und wurde zerstört. Der Pilot wurde bei dem Unfall getötet.[6]

- Am 9. August 2016 startete ein Segelflugzeug vom Typ ASG 29E im Windenstart. In einer Höhe von etwa fünfzig Metern fing das Flugzeug an, um seine Hochachse zu pendeln und brach schließlich nach links aus. Es drehte sich um seine Hochachse und schlug danach nahezu senkrecht auf dem Boden auf. Die 59-jährige Pilotin kam dabei ums Leben.[7]